# Куяр
Куя́р (рос. Куяр, марій. Куяр) — селище у складі Медведевського району Марій Ел, Росія. Адміністративний центр Куярського сільського поселення.

## Населення
Населення — 1178 осіб (2010; 2831 у 2002).
Національний склад (станом на 2002 рік):
- росіяни — 59 %